# Arnaut de Mareuil
Arnaut de Mareuil, Maruelh, Marhol, či Maroill (žil někdy ve 12. století) byl trubadúr, který skládal lyrickou poezii v okcitánském jazyce. Dvacet pět až dvacet devět jeho písní, všechny cansony (šest z nich včetně hudby) se zachovaly do současnosti.
Jeho jméno naznačovalo, že Arnaut pocházel z Mareuil-sur-Belle (Dordogne) v kraji Périgord. Sám o sobě říkal, že byl učencem z chudé rodiny, který se nakoneč stal žongléřem. Usadil se nejprve u šlechtického dvora v Toulouse a poté v Béziers. Arnaut se patrně zamiloval do hraběnky Azalais, dcery Raimonda V. z Toulouse, která byla vdaná za Rogera II. Trencavela, neboť Arnautovy přeživší básně mohou být chápány jako výrazy jeho lásky. Alfonso II. Aragonský, který byl Arnautovým sokem o přízeň Azalais, podle jedné z básní ji král žárlivě přesvědčoval, aby ukončila své přátelství s Arnautem. Trubadúr tedy odjel do Montpellier, kde našel patrona v hraběti Vilémovi.
Arnaut de Mareuil nebyl tak slavný umělec, jako jeho současník Arnaut Daniel. Jeho básně jsou psány v elegantnější, prostější formě a jemném citu.